# Svartgröt
Svartgröt är en gröt som görs på grovmalet rågmjöl. Nutida mjöl är alltför finmalet och kan därför inte användas till rätten. En liknande rätt som vanlig i Finland är memma som bakas på rågmalt.